# 索爾姆斯-勞巴赫的阿格尼絲
索爾姆斯-勞巴赫的阿格尼絲（德語：Agnes zu Solms-Laubach，1578年1月7日—1602年11月23日），黑森-卡塞爾伯爵夫人，索爾姆斯-勞巴赫伯爵約翰·格奧爾格的女兒。

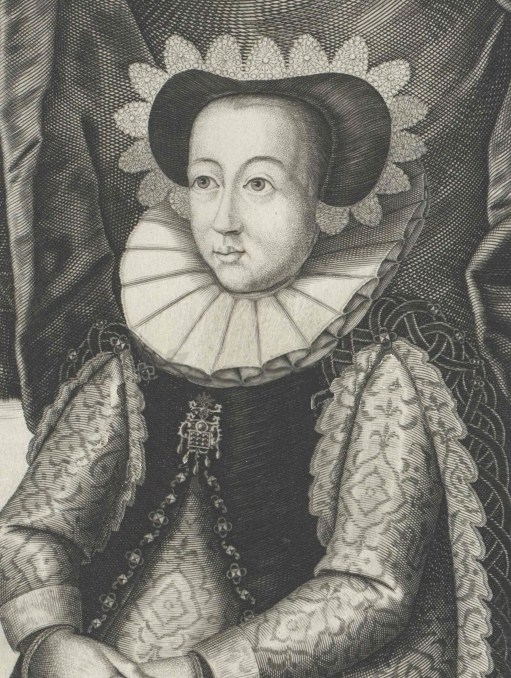
索爾姆斯-勞巴赫的阿格尼絲

## 家庭
1593年，阿格尼絲與黑森-卡塞爾伯爵莫里茲結婚，兩人共有2子1女：
1. 奧托（英语：Otto, Landgrave of Hesse-Kassel）（1594年—1617年）
2. 伊莉莎白（1596年—1625年）
3. 威廉（1602年—1637年）